# 蕪湖教案
蕪湖教案（ぶこきょうあん）は、1891年に安徽省太平府蕪湖県で発生した教案（反キリスト教事件）。
5月12日、一人の女性がカトリック聖ヨセフ教会に預けていた子供を返してほしいと訴えたが、拒絶されたため、騒ぎとなって5千人の群衆が集まった。もともとカトリック教会が児童を誘拐・売買しているという噂があったため、群衆は騒ぎを見て噂が真実であると信じた。そこで市民の王光全・傅有順が中心となって教会を焼き討ちし、さらに税関に勤務する外国人の住居を焼き討ちし、イギリス領事館を包囲した。翌日、安徽巡撫沈秉成は長江水師に命じて、軍艦から砲撃させて群衆を解散させた。事件後、イギリス領事とフランス領事は連名で清朝に抗議した。両江総督劉坤一は王光全・傅有順を斬首に処し、蕪湖の道員と知県を更迭し、さらに賠償金として銀12万6千両を支払った。